# Еммануель Паппое
Еммануель Паппое (англ. Emmanuel Pappoe, нар. 3 березня 1981, Аккра, Гана) — ганський футболіст, захисник «Ліберті Профешнелс»
Виступав, зокрема, за клуби «Ашдод» та «АЕК (Ларнака)», а також національну збірну Гани.

## Клубна кар'єра
У дорослому футболі дебютував 2001 року виступами за команду клубу «Ліберті Профешнелс», в якій провів два сезони.
Своєю грою за цю команду привернув увагу представників тренерського штабу клубу «Ашдод», до складу якого приєднався 2003 року. Відіграв за ашдодську команду наступні два сезони своєї ігрової кар'єри. Більшість часу, проведеного у складі «Ашдода», був основним гравцем захисту команди.
2005 року уклав контракт з клубом «Хапоель» (Кфар-Сава), у складі якого провів наступні два роки своєї кар'єри гравця. Граючи у складі кфар-савського «Хапоеля» також здебільшого виходив на поле в основному складі команди.
З 2007 року два сезони захищав кольори команди клубу АЕК (Ларнака). Тренерським штабом нового клубу також розглядався як гравець «основи».
Згодом з 2009 по 2010 рік грав у складі команд клубів «Хапоель» (Хайфа) та «Бейтар Тель-Авів Рамла».
2010 року повернувся до клубу «Ліберті Профешнелс», за який продовжує свої виступи.

## Виступи за збірну
2002 року дебютував в офіційних матчах у складі національної збірної Гани. Протягом кар'єри у національній команді, яка тривала 5 років, провів у формі головної команди країни 28 матчів.
У складі збірної був учасником чемпіонату світу 2006 року у Німеччині, Кубка африканських націй 2006 року в Єгипті.